# Nauen
Nauen é um município da Alemanha, situado no distrito de Havelland, no estado de Brandemburgo. Tem 266,78 km² de área, e sua população em 2019 foi estimada em 18.182 habitantes.